# Asfalto (película de 1929)
Asfalto es una película muda alemana de 1929 dirigida por Joe May y protagonizada por Gustav Fröhlich y Betty Amann, se rodó entre octubre y diciembre de 1928 en la Universum Film AG y estrenó el 11 de marzo de 1929 en el Ufa-Palast, cerca del zoológico de Berlín.
La película narra los intentos de Else de seducir a Albert, un policía de tráfico, tras ser sorprendida robando una piedra preciosa.
Es considerada una de las últimas grandes películas mudas producidas por la UFA.

## Trama
El joven policía Holk vive con sus padres en un apartamento de clase media. Trabaja como agente de tráfico en una ciudad muy animada y bulliciosa, donde la delincuencia callejera es rampante: se observa cómo unos carteristas le roban el bolso a una mujer mientras mira un escaparate. Holk se siente halagado por una mujer en un descapotable: aunque ella claramente infringe la preferencia de paso en la intersección donde él dirige el tráfico, provocando así un atasco, él toma sus datos personales con evidente interés.
Una joven busca el consejo de un joyero: lo cautiva, distrayéndolo para robar una piedra preciosa con un paraguas trucado. Tras salir de la tienda, los empleados del joyero se dan cuenta de que se ha perdido una piedra. El hijo del joyero la sigue y la confronta en la calle. Tras el cambio de turno, de camino a casa, Holk se percata del alboroto. Para aclarar la situación, lleva a la mujer y al hijo del joyero a la joyería, donde la mujer, indignada por las acusaciones, insiste en que la registren de inmediato. Una empleada la conduce a una habitación contigua mientras Holk y los dos hombres examinan su bolso y su manguito de piel. La piedra no se descubre al principio, y la mujer está a punto de salir de la joyería cuando el hijo del joyero vuelve a pedir que examinen el paraguas. Holk descubre la piedra oculta.
El joyero mayor sigue prendado de la joven, quien entre lágrimas le confiesa que robó la piedra por necesidad, inspirada por un artículo periodístico sobre semejante robo. El joyero le pide al policía que desista en la acusación, ya que la tienda no ha sufrido daños. Holk alega su condición de funcionario y arresta a la mujer por robo de joyas. Mientras se la llevan en un coche patrulla, los dos ladrones callejeros se burlan de ella, enfatizando la diferencia entre «viejos profesionales y novatos».
En el coche patrulla, la mujer, entre lágrimas, intenta conmover a Holk: le cuenta que tiene el alquiler atrasado, que se enfrenta al desalojo de su apartamento y que teme quedarse sin hogar. Al llegar a la comisaría, le ruega al agente que al menos le deje recoger sus papeles del apartamento cercano. Lo convence cuando ella le sugiere acompañarla a su apartamento. Allí, Else seduce a Holk con su encanto.
Holk se conmueve, retira los cargos contra ella y la libera. Pronto se arrepiente profundamente de esta decisión. Holk se enamora rápidamente de la bella desconocida y la visita de nuevo al día siguiente. Else le confiesa que su novio es un criminal buscado. De repente, este hombre, que se hace llamar pomposamente Cónsul Langen, llega y ataca a  Holk. En la pelea que sigue, Holk lo derriba de un golpe tan brutal matándolo.
Holk le confiesa el accidente fatal a su padre, un veterano sargento mayor de policía. Declarando que "la ley es la ley", su sentido del deber lo impulsa a arrestar a su propio hijo, ahora sospechoso de asesinato. Sin embargo, la conciencia de Else se impone. Se entrega a la policía y confirma la versión del joven Holk de que actuó en defensa propia. Else, quien desde entonces se ha enamorado de Holk, confirma la identidad de su examante criminal y posteriormente es arrestada como su cómplice y acusada. Holk recupera su libertad y dice que la esperará.

## Elenco
- Albert Steinrück - Sargento Holk
- Else Heller - Señora Holk
- Gustav Fröhlich - Policía Albert Holk
- Betty Amann - Else Kramer
- Hans Adalbert Schlettow - Konsul Langen
- Rosa Valetti - Mujer en la barra
- Kurt Vespermann - Curt Vesperman
- Hans Albers - Primer ladrón

## Producción
Asfalto fue producida por UFA, uno de los estudios cinematográficos más prestigiosos de Alemania. Se rodó entre octubre y diciembre de 1928. Salvo algunas tomas de acción real ingeniosamente editadas, las escenas callejeras se filmaron en los estudios UFA de Neubabelsberg. Se subtituló "El sargento de policía y el diamante".
Las calles del escenario consistían en estructuras de madera bajo luz artificial. Los edificios de Asfalto fueron diseñados por Erich Kettelhut, y el vestuario fue diseñado por René Hubert.
Asfalto fue una de las últimas películas mudas, junto con La mujer en la luna de Fritz Lang, que se filmó parcialmente en Babelsberg.
Este fue el último papel cinematográfico completo de Albert Steinrück, quien interpreta al padre obediente. No llegó a ver el estreno de la película.

## Estreno
Asfalto fue distribuida en cines por UFA-Filmverleih GmbH y se estrenó en Berlín en el Ufa-Palast am Zoo el 11 de marzo de 1929.
Su primera emisión después de la guerra tuvo lugar el 26 de junio de 1973 en ZDF. Una clasificación FSK del 31 de mayo de 1995 (n.º 72660) resultó en una clasificación para todos los públicos y una clasificación para días festivos.
Originalmente, Asfalto solo estaba disponible en una versión abreviada con intertítulos en inglés. En 1993, la Stiftung Deutsche Kinemathek de Berlín descubrió una copia de Asfalto en el archivo Gosfilmofond en Moscú, que parecía provenir del negativo original de la película. La cronología de las escenas en la copia difería de las versiones anteriores e incluía escenas adicionales con intertítulos en alemán. La versión recién descubierta de la película fue lanzada en DVD por Masters of Cinema el 11 de abril de 2005 con banda sonora de Karl-Ernst Sasse. Kino Lorber volvió a lanzar la película en DVD el 18 de julio de 2006.
En 1997, el dúo británico In the Nursery lanzó su propia banda sonora de la película como parte de su Optical Music Series.

## Recepción
Siegfried Kracauer destaca el uso visual del asfalto, el pavimento y los motivos viales en las "películas callejeras" de la época, y especialmente en Asfalto: "Los créditos iniciales de esta película ilustran, a modo de documental, cómo se fabrica el asfalto y cómo devora con avidez el campo abierto para allanar el camino al tráfico urbano: este caos atronador que [...] es dominado por los gestos mágicos del policía. Las tomas que enfatizan la unidad del asfalto y el tráfico también forman los créditos finales de la trama. El énfasis puesto en el asfalto va de la mano con la inserción de imágenes callejeras en cada clímax dramático".
Kay Weniger afirma que Asfalto de May fue "su película con mayor compromiso social y, para los críticos, la producción de May de mayor calidad. Asfalto fue convincente como una pieza social inteligentemente elaborada desde el entorno de la gente común de Berlín, en la tradición de Zille, Jutzi y Döblin".
El Lexikon des Internationales Films observa: «El historiador de cine francés Charles Ford describió esta película como el 'primer ejemplo del realismo alemán'. […] Un melodrama mudo que pierde su carácter sensacionalista a través de actuaciones convincentes y un trabajo de cámara excepcional».
Reclams Film-Führer señala: «Mejor que la algo tosca «tragedia burguesa» con final feliz, la película logra capturar observaciones periféricas, escenas callejeras y la representación de personajes peculiares. La cinematografía también merece atención».
Buchers Enzyklopädie des Films afirma que Asfalto muestra "una influencia superficial tanto del expresionismo como del cine callejero".
En la guía cinematográfica "Deutsche Spielfilme von den Anfängen bis 1933. Ein Filmführer.", Michael Hanisch escribe que: "La alta maestría técnica del director y su camarógrafo es evidente en la película. El diseño de iluminación de Günther Rittau, la viveza de las escenas, el arte del montaje, la interpretación de los actores, que fueron capaces de expresar con un solo gesto, un solo movimiento de la boca, lo que sus colegas necesitaron varias frases para hacer unos meses después, en los albores de la era del cine sonoro; todo esto identifica a Asfalto como una obra de arte que documenta el gran arte del cine mudo en su fase final". 
Fritz Walter, en un artículo publicado en el Berliner Börsen-Courier, consideró que el tema de la película, el conflicto entre el deber y el amor, era «la banalidad del guion cinematográfico». Lotte Eisner se mostró de acuerdo con esta afirmación al escribir en 1965: «Dentro de esta trama insulsa, Joe May recuerda ocasionalmente sus ambiciones artísticas. Entonces vemos el plano picado de la calle donde el joven Fröhlich, el Führer del cruce, de servicio como policía, domina el tráfico; un plano en el que el gusto alemán por la ornamentación ordenada se hace patente una vez más». La reseña del crítico Siegfried Kracauers en el Frankfurter Zeitung, por el contrario, comentó que May "posee toda la fineza de su oficio, logra todo lo que se propone. Hay pocos escritores de prosa que puedan transmitir el viaje en taxi de la elegante pareja con tanta precisión como él. De igual manera, los planos generales se utilizan y sostienen con enorme fuerza de estilo, y la cámara itinerante es extremadamente hábil en la forma en que revela la coexistencia humana y los espacios".